# Skrbčići
Skrbčići, lok. čak. Škrpčić, selo je na otoku Krku.

## Smještaj
Skrpčić se nalazi na zapadnom dijelu otoka Krka, na području koji se naziva Šotovento. Smješten je uz samu državnu cestu D104 koja vodi do trajektnog pristaništa Valbiska.
Najbliže susjedno selo je Pinezić, udaljen samo 1 km. Na sjeverozapadu su Žgaljić i Linardić, na sjeveru Brusić, a istočno je nešto udaljeniji Vrh. Područje jugoistično od Skrpčića naziva se Picik, a na tom je području i istoimeni zaseok.

## Naziv
Naziv sela je patronimičkog porijekla, tj. prema prezimenu koje prevladava u tom selu.

## Povijest
Nastanak naselja nije poznat. Do sredine 15. st. cijelo je Šotovento bilo slabo naseljeno. To je područje bilo u vlasništvu mnogih bogatijih obitelji iz Krka koje su ga iskorištavala u poljoprivredne svrhe. Zbog slabe naseljenosti, u taj kraj sredinom 15. st. krčki knezovi Frankapani naseljavaju Murlake (Vlahe) s Velebita, nakon čega su se dotadašnji zaseoci bitno povećali i dobili današnje nazive, a prema prezimenu koje je prevladavalo u pojedinom selu. Ipak prvi mletački providur na otoku Krku, ujedno i izvrsni poznavatelj otoka, Antonio Vinciguerra u djelu "Ordinationes" iz 1489. g. ne spominje selo Skrpčić u popisu naselja. Iako se njegove "Ordinationes" smatraju pouzdanim izvorom, čini se da je selo tada već bilo postojalo jer se spominje 1565. g. na način iz kojeg se dade zaključiti da postoji već od puno ranije.

## Krčkorumunjski jezik
Vlaško stanovništvo doseljeno u 15. st. govorilo je posebnim jezikom koji se naziva "murlačka besida". S vremenom je taj jezik evoluirao te su se razvile mnoge specifičnosti, ponajviše zbog mješanja s čakavskim narječjem koje se govori na otoku Krku. Taj se jezik u stručnoj literaturi najčešće naziva "krčkorumunjskim jezikom". Posljednji govornik tog jezika bio je Mate Bajčić Gašpović iz obližnjeg sela Poljica, koji je umro 1875. g.

## Stanovništvo
Prema popisu stanovništva iz 2001. godine u Skrpčiću je živjelo 145 stanovnika; time je Skrpčić najveće šotoventsko naselje.
Kretanje broja stanovnika Skrpčića umjerenog je kretanja od kada se provode službena mjerenja. Prema prvom popisu stanovništva, u Skrpčiću je 1857. g. živio 81 stanovnik. Od tada sve do sredine 20. st. broj stanovnika je blago, ali ne i posve kontinuirano rastao. Tako je 1900. g. popisano 114 stanovnika, a 1953. g. 146. Najveći broj žitelja u Skrpčiću je bio 1981. g., njih 153.
| broj stanovnika | 81    | 89    | 97    | 125   | 114   | 122   | 148   | 132   | 141   | 146   | 139   | 131   | 153   | 140   | 145   | 146   | 173   |
|                 | 1857. | 1869. | 1880. | 1890. | 1900. | 1910. | 1921. | 1931. | 1948. | 1953. | 1961. | 1971. | 1981. | 1991. | 2001. | 2011. | 2021. |

## Gospodarstvo
Skrpčić je tradicionalno poljoprivredno mjesto. Osim ratarstva i stočarstva značajni su i maslinarstvo te ribarstvo.
U mjestu djeluje i nekoliko obrtnika. Izuzev manjeg broja smještajnih kapaciteta, turistička ponuda nije razvijena.

## Znamenitosti
- Crkva sv. Franje - izgradio ju je izvjesni Škrbe krajem 16. ili početkom 17. st. Na početku je bila privatna crkva (dotirana) graditeljevog sina Lovra Škrbe. S vremenom je zapuštena pa je svećenik Josip Brusić u dogovoru s obitelji Škrbe obnovio kapelu, a koja je prema dogovoru potom pripala njemu. Nakon njega naslijedio ju je njegov nećak Antun Bogović pa njegov sin Josip čiji sinovi odlaze u Italiju. Na posljetku je sredinom 20. st. kapela obnovljena i povećana te je 4. listopada 1957. g. blagoslovljena. Od tada se u njoj misi za vjernike iz Skrpčića i susjednog sela Pinezića. Ta sela imaju i zajedničko groblje kraj Pinezića, nedaleko mora.
- Osim spomenute crkve, na području Skrpčića postojale su i druge kapele.

Kapela sv. Nikole u "Grmima" spominje se 1565. g. već kao ruševna, a 1609. g. je posve porušena. Prema lokalnoj tradiciji pripadala je krčkoj plemićkoj obitelji Cetinić (Zuttinis).
Kapela sv. Ksista nalazila se između Skrpčića i Linardića, a pod selom Žgaljići. Prvi put se spominje još 1277. g. U funkciji je bila sve do izgradnje kapele sv. Antuna opata u Linardićima 1627. godine, nakon čega je zapuštena. Za razliku od kapele svetog Nikole, ostaci ove kapele još uvijek postoje. Očuvali su se svi zidovi i apsida. Dugačka je 6, a široka 3 metra.
- Nekoliko kilometara sjeverozapadno od Skrpčića, u zaseoku Glavotok, je poznati franjevački samostan iz 1507. g.

- Gradsko središte Krk bogato je kulturnim i povijesnim spomenicima, a nakon Stona i Dubrovnika ima sačuvane najdulje zidine u Hrvatskoj.

## Vanjske poveznice
- Turistička zajednica otoka Krka  Arhivirana inačica izvorne stranice od 31. kolovoza 2009. (Wayback Machine)
- Službene stranice grada Krka
- Službene stranice Turističke zajednice Grada Krka